# Maria Anna van Oostenrijk (1610-1665)

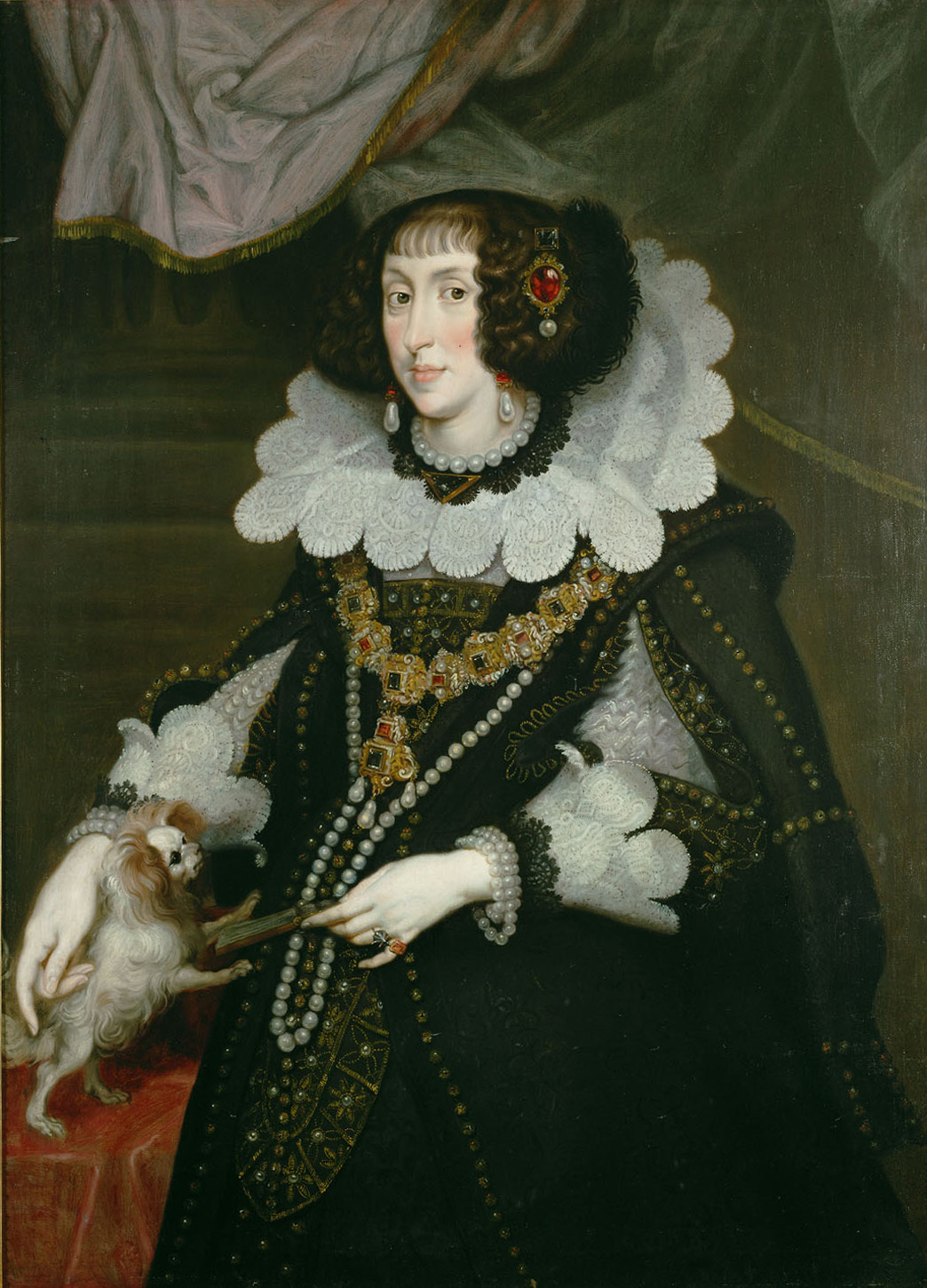
Maria Anna van Oostenrijk.

Maria Anna van Oostenrijk (Graz, 13 januari 1610 – München, 25 september 1665) was van 1635 tot 1651 keurvorstin van Beieren, van 1635 tot 1648 keurvorstin van de Palts en van 1651 tot 1654 regentes van Beieren. Ze behoorde tot het huis Habsburg.

## Levensloop
Maria Anna was de tweede dochter uit het eerste huwelijk van keizer Ferdinand II van het Heilige Roomse Rijk met Maria Anna van Beieren, dochter van hertog Willem V van Beieren. Ze kreeg een jezuïtische opleiding.
Op 16 juli 1635 huwde ze in de Augustijnenkerk in Wenen met haar oom, keurvorst Maximiliaan I van Beieren (1573-1651), wiens eerste echtgenote Elisabeth van Lotharingen enkele maanden daarvoor overleden was. Als bruidsschat kreeg Maria Anna 250.000 florijnen, het kasteel van Wasserburg en de districten Kraiburg en Neumarkt toegewezen en als weduwegoed werd haar het Kasteel Trausnitz in Landshut.
Het huwelijk was zeer gelukkig. Maria Anna assisteerde haar echtgenoot in de regeringszaken, toonde interesse in de politiek van Beieren en de Palts en woonde zelfs de ministerraad bij. Na de dood van Maximiliaan in 1651 werd diens broer Albrecht VI aangesteld tot regent van hun minderjarige zoon Ferdinand Maria van Beieren. Maria Anna oefende echter de volledige verantwoordelijkheid uit over het justitiedepartement en andere administratieve taken in Beieren, wat haar in feite de echte regentes van Beieren maakte. In 1654 werd haar zoon Ferdinand Maria volwassen verklaard en begon hij zelfstandig te regeren.
Maria Anna bleef ook na het einde van haar regentschap een nauwe adviseur van haar zoon en maakte tot aan haar dood deel uit van de Beierse Geheimraad, hoewel ze geen stemrecht had in deze raad. Na het overlijden van haar echtgenoot woonde ze in het zuidwestelijke gedeelte van de Residentie van München.
In september 1665 stierf Maria Anna op 55-jarige leeftijd. Ze werd bijgezet in de Sint-Michaëlkerk van München, terwijl haar hart uit haar lichaam werd gehaald en bijgezet werd in de Genadekapel van Altöttingen.

## Nakomelingen
Maria Anna en Maximiliaan kregen twee zonen:
- Ferdinand Maria (1636-1679), keurvorst van Beieren
- Maximiliaan Filips Hiëronymus (1638-1705), hertog van Leuchtenberg

## Kwartierstaat (voorouders)
| Keizer Ferdinand I (1503-1564)       | Keizer Ferdinand I (1503-1564)       | Keizer Ferdinand I (1503-1564)       | Keizer Ferdinand I (1503-1564)       | Keizer Ferdinand I (1503-1564)       | Keizer Ferdinand I (1503-1564)       |                                     |                                     | Anna van Bohemen en Hongarije (1503-1547) | Anna van Bohemen en Hongarije (1503-1547) | Anna van Bohemen en Hongarije (1503-1547) | Anna van Bohemen en Hongarije (1503-1547) | Anna van Bohemen en Hongarije (1503-1547) | Anna van Bohemen en Hongarije (1503-1547) |                                 |                                 | Albrecht V van Beieren (1528-1579)     | Albrecht V van Beieren (1528-1579)     | Albrecht V van Beieren (1528-1579)     | Albrecht V van Beieren (1528-1579)     | Albrecht V van Beieren (1528-1579)     | Albrecht V van Beieren (1528-1579)     |  |  | Anna van Oostenrijk (1528-1590)  | Anna van Oostenrijk (1528-1590)  | Anna van Oostenrijk (1528-1590)  | Anna van Oostenrijk (1528-1590)  | Anna van Oostenrijk (1528-1590)  | Anna van Oostenrijk (1528-1590)  |                                    |                                    | Frans I van Lotharingen (1517-1545)   | Frans I van Lotharingen (1517-1545)   | Frans I van Lotharingen (1517-1545)   | Frans I van Lotharingen (1517-1545)   | Frans I van Lotharingen (1517-1545)   | Frans I van Lotharingen (1517-1545)   |                                    |                                    | Christina van Denemarken (1521-1590)      | Christina van Denemarken (1521-1590)      | Christina van Denemarken (1521-1590)      | Christina van Denemarken (1521-1590)      | Christina van Denemarken (1521-1590)      | Christina van Denemarken (1521-1590)      |  |  |                                           |                                           |                                           |                                           |                                           |                                           |
| Keizer Ferdinand I (1503-1564)       | Keizer Ferdinand I (1503-1564)       | Keizer Ferdinand I (1503-1564)       | Keizer Ferdinand I (1503-1564)       | Keizer Ferdinand I (1503-1564)       | Keizer Ferdinand I (1503-1564)       |                                     |                                     | Anna van Bohemen en Hongarije (1503-1547) | Anna van Bohemen en Hongarije (1503-1547) | Anna van Bohemen en Hongarije (1503-1547) | Anna van Bohemen en Hongarije (1503-1547) | Anna van Bohemen en Hongarije (1503-1547) | Anna van Bohemen en Hongarije (1503-1547) |                                 |                                 | Albrecht V van Beieren (1528-1579)     | Albrecht V van Beieren (1528-1579)     | Albrecht V van Beieren (1528-1579)     | Albrecht V van Beieren (1528-1579)     | Albrecht V van Beieren (1528-1579)     | Albrecht V van Beieren (1528-1579)     |  |  | Anna van Oostenrijk (1528-1590)  | Anna van Oostenrijk (1528-1590)  | Anna van Oostenrijk (1528-1590)  | Anna van Oostenrijk (1528-1590)  | Anna van Oostenrijk (1528-1590)  | Anna van Oostenrijk (1528-1590)  |                                    |                                    | Frans I van Lotharingen (1517-1545)   | Frans I van Lotharingen (1517-1545)   | Frans I van Lotharingen (1517-1545)   | Frans I van Lotharingen (1517-1545)   | Frans I van Lotharingen (1517-1545)   | Frans I van Lotharingen (1517-1545)   |                                    |                                    | Christina van Denemarken (1521-1590)      | Christina van Denemarken (1521-1590)      | Christina van Denemarken (1521-1590)      | Christina van Denemarken (1521-1590)      | Christina van Denemarken (1521-1590)      | Christina van Denemarken (1521-1590)      |  |  |                                           |                                           |                                           |                                           |                                           |                                           |
|                                      |                                      |                                      |                                      |                                      |                                      |                                     |                                     |                                           |                                           |                                           |                                           |                                           |                                           |                                 |                                 |                                        |                                        |                                        |                                        |                                        |                                        |  |  |                                  |                                  |                                  |                                  |                                  |                                  |                                    |                                    |                                       |                                       |                                       |                                       |                                       |                                       |                                    |                                    |                                           |                                           |                                           |                                           |                                           |                                           |  |  |                                           |                                           |                                           |                                           |                                           |                                           |
|                                      |                                      |                                      |                                      |                                      |                                      |                                     |                                     |                                           |                                           |                                           |                                           |                                           |                                           |                                 |                                 |                                        |                                        |                                        |                                        |                                        |                                        |  |  |                                  |                                  |                                  |                                  |                                  |                                  |                                    |                                    |                                       |                                       |                                       |                                       |                                       |                                       |                                    |                                    |                                           |                                           |                                           |                                           |                                           |                                           |  |  |                                           |                                           |                                           |                                           |                                           |                                           |
|                                      |                                      |                                      |                                      | Karel II van Oostenrijk (1540-1590)  | Karel II van Oostenrijk (1540-1590)  | Karel II van Oostenrijk (1540-1590) | Karel II van Oostenrijk (1540-1590) | Karel II van Oostenrijk (1540-1590)       | Karel II van Oostenrijk (1540-1590)       |                                           |                                           |                                           |                                           |                                 |                                 | Maria Anna van Beieren (1551-1608)     | Maria Anna van Beieren (1551-1608)     | Maria Anna van Beieren (1551-1608)     | Maria Anna van Beieren (1551-1608)     | Maria Anna van Beieren (1551-1608)     | Maria Anna van Beieren (1551-1608)     |  |  | Willem V van Beieren (1548-1626) | Willem V van Beieren (1548-1626) | Willem V van Beieren (1548-1626) | Willem V van Beieren (1548-1626) | Willem V van Beieren (1548-1626) | Willem V van Beieren (1548-1626) |                                    |                                    |                                       |                                       |                                       |                                       | Renata van Lotharingen (1544-1602)    | Renata van Lotharingen (1544-1602)    | Renata van Lotharingen (1544-1602) | Renata van Lotharingen (1544-1602) | Renata van Lotharingen (1544-1602)        | Renata van Lotharingen (1544-1602)        |                                           |                                           |                                           |                                           |  |  |                                           |                                           |                                           |                                           |                                           |                                           |
|                                      |                                      |                                      |                                      | Karel II van Oostenrijk (1540-1590)  | Karel II van Oostenrijk (1540-1590)  | Karel II van Oostenrijk (1540-1590) | Karel II van Oostenrijk (1540-1590) | Karel II van Oostenrijk (1540-1590)       | Karel II van Oostenrijk (1540-1590)       |                                           |                                           |                                           |                                           |                                 |                                 | Maria Anna van Beieren (1551-1608)     | Maria Anna van Beieren (1551-1608)     | Maria Anna van Beieren (1551-1608)     | Maria Anna van Beieren (1551-1608)     | Maria Anna van Beieren (1551-1608)     | Maria Anna van Beieren (1551-1608)     |  |  | Willem V van Beieren (1548-1626) | Willem V van Beieren (1548-1626) | Willem V van Beieren (1548-1626) | Willem V van Beieren (1548-1626) | Willem V van Beieren (1548-1626) | Willem V van Beieren (1548-1626) |                                    |                                    |                                       |                                       |                                       |                                       | Renata van Lotharingen (1544-1602)    | Renata van Lotharingen (1544-1602)    | Renata van Lotharingen (1544-1602) | Renata van Lotharingen (1544-1602) | Renata van Lotharingen (1544-1602)        | Renata van Lotharingen (1544-1602)        |                                           |                                           |                                           |                                           |  |  |                                           |                                           |                                           |                                           |                                           |                                           |
|                                      |                                      |                                      |                                      |                                      |                                      |                                     |                                     |                                           |                                           | Keizer Ferdinand II (1578-1637)           | Keizer Ferdinand II (1578-1637)           | Keizer Ferdinand II (1578-1637)           | Keizer Ferdinand II (1578-1637)           | Keizer Ferdinand II (1578-1637) | Keizer Ferdinand II (1578-1637) |                                        |                                        |                                        |                                        |                                        |                                        |  |  |                                  |                                  |                                  |                                  |                                  |                                  | Maria Anna van Beieren (1574-1616) | Maria Anna van Beieren (1574-1616) | Maria Anna van Beieren (1574-1616)    | Maria Anna van Beieren (1574-1616)    | Maria Anna van Beieren (1574-1616)    | Maria Anna van Beieren (1574-1616)    |                                       |                                       |                                    |                                    |                                           |                                           |                                           |                                           |                                           |                                           |  |  |                                           |                                           |                                           |                                           |                                           |                                           |
|                                      |                                      |                                      |                                      |                                      |                                      |                                     |                                     |                                           |                                           | Keizer Ferdinand II (1578-1637)           | Keizer Ferdinand II (1578-1637)           | Keizer Ferdinand II (1578-1637)           | Keizer Ferdinand II (1578-1637)           | Keizer Ferdinand II (1578-1637) | Keizer Ferdinand II (1578-1637) |                                        |                                        |                                        |                                        |                                        |                                        |  |  |                                  |                                  |                                  |                                  |                                  |                                  | Maria Anna van Beieren (1574-1616) | Maria Anna van Beieren (1574-1616) | Maria Anna van Beieren (1574-1616)    | Maria Anna van Beieren (1574-1616)    | Maria Anna van Beieren (1574-1616)    | Maria Anna van Beieren (1574-1616)    |                                       |                                       |                                    |                                    |                                           |                                           |                                           |                                           |                                           |                                           |  |  |                                           |                                           |                                           |                                           |                                           |                                           |
|                                      |                                      |                                      |                                      |                                      |                                      |                                     |                                     |                                           |                                           |                                           |                                           |                                           |                                           |                                 |                                 |                                        |                                        |                                        |                                        |                                        |                                        |  |  |                                  |                                  |                                  |                                  |                                  |                                  |                                    |                                    |                                       |                                       |                                       |                                       |                                       |                                       |                                    |                                    |                                           |                                           |                                           |                                           |                                           |                                           |  |  |                                           |                                           |                                           |                                           |                                           |                                           |
|                                      |                                      |                                      |                                      |                                      |                                      |                                     |                                     |                                           |                                           |                                           |                                           |                                           |                                           |                                 |                                 |                                        |                                        |                                        |                                        |                                        |                                        |  |  |                                  |                                  |                                  |                                  |                                  |                                  |                                    |                                    |                                       |                                       |                                       |                                       |                                       |                                       |                                    |                                    |                                           |                                           |                                           |                                           |                                           |                                           |  |  |                                           |                                           |                                           |                                           |                                           |                                           |
| Christine van Oostenrijk (1601-1601) | Christine van Oostenrijk (1601-1601) | Christine van Oostenrijk (1601-1601) | Christine van Oostenrijk (1601-1601) | Christine van Oostenrijk (1601-1601) | Christine van Oostenrijk (1601-1601) |                                     |                                     | Karel van Oostenrijk (1603-1603)          | Karel van Oostenrijk (1603-1603)          | Karel van Oostenrijk (1603-1603)          | Karel van Oostenrijk (1603-1603)          | Karel van Oostenrijk (1603-1603)          | Karel van Oostenrijk (1603-1603)          |                                 |                                 | Johan Karel van Oostenrijk (1605-1619) | Johan Karel van Oostenrijk (1605-1619) | Johan Karel van Oostenrijk (1605-1619) | Johan Karel van Oostenrijk (1605-1619) | Johan Karel van Oostenrijk (1605-1619) | Johan Karel van Oostenrijk (1605-1619) |  |  | Keizer Ferdinand III (1608-1657) | Keizer Ferdinand III (1608-1657) | Keizer Ferdinand III (1608-1657) | Keizer Ferdinand III (1608-1657) | Keizer Ferdinand III (1608-1657) | Keizer Ferdinand III (1608-1657) |                                    |                                    | Maria Anna van Oostenrijk (1610-1665) | Maria Anna van Oostenrijk (1610-1665) | Maria Anna van Oostenrijk (1610-1665) | Maria Anna van Oostenrijk (1610-1665) | Maria Anna van Oostenrijk (1610-1665) | Maria Anna van Oostenrijk (1610-1665) |                                    |                                    | Cecilia Renata van Oostenrijk (1611-1644) | Cecilia Renata van Oostenrijk (1611-1644) | Cecilia Renata van Oostenrijk (1611-1644) | Cecilia Renata van Oostenrijk (1611-1644) | Cecilia Renata van Oostenrijk (1611-1644) | Cecilia Renata van Oostenrijk (1611-1644) |  |  | Leopold Willem van Oostenrijk (1614-1662) | Leopold Willem van Oostenrijk (1614-1662) | Leopold Willem van Oostenrijk (1614-1662) | Leopold Willem van Oostenrijk (1614-1662) | Leopold Willem van Oostenrijk (1614-1662) | Leopold Willem van Oostenrijk (1614-1662) |

- Gemeinsame Normdatei: 118893289
- Virtual International Authority File: 50023856
- WorldCat: E39PBJx8BfCyPMwbch7BxGVpyd